# هبة الله محمد حسن السيد
هبة الله محمد حسن السيد (مواليد 6 ديسمبر 1986 في السعودية) هي كاتبة وشاعرة مصرية.

## الجوائز
- مسابقة مجلة همسة الكبرى قى الشعر والقصة والخواطر[4]
- مسابقة عابرون للقصة القصيرة[3]
- المركز الثاني، مسابقة قصة بص وطل لأدب الطفل[3]
- المركز الثالث، مسابقة دار أضواء البيان الإسلامي لرواية الطفل[3]

## مؤلفاتها
| م  | العمل                                                            | عام الإصدار | الناشر                            | عدد الصفحات | رقم تعريفي                                                  | مراجع                |
| -- | ---------------------------------------------------------------- | ----------- | --------------------------------- | ----------- | ----------------------------------------------------------- | -------------------- |
| 1  | البحث عن الدفء                                                   | 2011        | دار رواية للنشر                   | 103         |                                                             | [ 5 ] [ 6 ] [ 7 ]    |
| 2  | جبانة الأجانب                                                    | 2011        | دار اكتب للنشر والتوزيع           |             |                                                             | [ 8 ]                |
| 3  | الثائرون (شمس الغد #3)                                           | 2013        | دار إبداع للنشر والتوزيع والترجمة | 168         | (ردمك 9789776447299)                                        | [ 9 ]                |
| 4  | أوراقي الأخيرة                                                   | 2014        | هيباتيا للنشر                     | 73          | (ردمك 9775135737، وردمك 9789775135735)                      | [ 10 ]               |
| 5  | أرجوك لا تفهمني بسرعة: مذكرات المهندسة البائسة الآنسة منى المصري | 2015        | دار بدائل للنشر والتوزيع          |             | (ردمك 9776507069، وردمك 9789776507067)                      | [ 11 ] [ 12 ] [ 13 ] |
| 6  | خارج سجلات الأحياء                                               | 2015        | الحضارة للنشر                     |             |                                                             | [ 14 ] [ 15 ]        |
| 7  | الصامدون (شمس الغد #5)                                           | 2017        | دار لمحة للنشر والتوزيع           | 197         | (ردمك 9789776605129)                                        | [ 16 ]               |
| 8  | صرخة فزع 2                                                       | 2018        | دار شهرزاد للنشر والتوزيع         | 250         | (ردمك 9789776056558)                                        | [ 17 ]               |
| 9  | الخيار الوحيد                                                    | 2018        | دار الفؤاد للنشر والتوزيع         |             |                                                             | [ 18 ]               |
| 10 | إنها ليلة سوداء                                                  | 2018        | دار السعيد للنشر والتوزيع         | 80          | (ردمك 9796500379197، وردمك 9789778539110، وردمك 9778539111) | [ 19 ] [ 20 ]        |
| 11 | المحاكمة                                                         | 2018        | المنهل للنشر الإلكتروني           | 274         |                                                             | [ 21 ]               |
| 12 | صرخة فزع 3                                                       | 2019        | دار شهرزاد للنشر والتوزيع         | 181         |                                                             | [ 22 ]               |